# Associazione Libertà e Indipendenza
Associazione per la libertà e l'indipendenza (in polacco Zrzeszenie Wolność i Niezawisłość, o WiN) fu un'organizzazione anticomunista clandestina polacca fondata il 2 settembre 1945 e attiva fino al 1952.

## Obiettivi politici e realtà
Nata con lo scopo di evitare il dominio sovietico sulla Polonia dopo il crollo dell'amministrazione tedesca nel Paese, per lo più in maniera pacifica, Win dovette ben presto fare i conti con il comportamento ostile e provocatorio messo in atto dai comunisti locali. Ciò portò in più occasioni allo scontro armato ed a vere e proprie forzature di mano. Sebbene ben armate e disciplinate, le forze di WiN non potevano reggere a lungo il confronto, sotto forma di guerriglia, contro l'Armata Rossa e le unità NKVD. Di questo fu ben consapevole la leadership dell'organizzazione polacche, la quale concentrò i propri sforzi nel fornire assistenza ad ex soldati dell'Esercito Nazionale, alle Forze Armate Nazionali e altre organizzazioni di resistenza, piuttosto che sfidare apertamente e in campo militare le autorità sovietiche.

## Attività iniziali

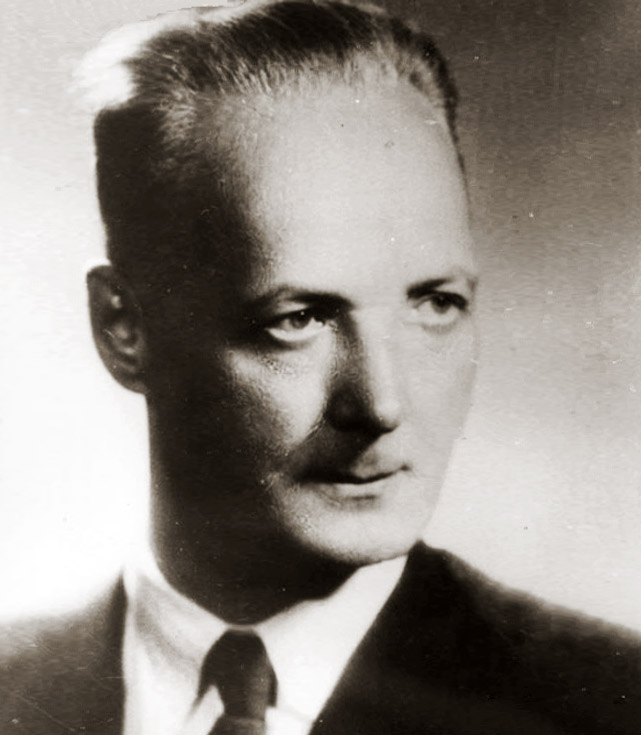
Col. Franciszek Niepokólczycki, uno dei presidenti di WiN.

Il WiN fu la prima organizzazione a portare la notizia dei brogli nel referendum del popolo polacco del 1946 in un annuncio al Consiglio di sicurezza delle Nazioni Unite. I membri dell'organizzazione furono perseguitati sia dai sovietici che dai comunisti locali. Soldati e ministri dell'NKVD, due agenti del Bezpieczeństwa Publicznego condussero un sanguinoso conflitto con 30.000 uomini nella regione di Mazowsze e Lubelskie. I soldati del WiN riuscirono a liberare molte carceri sovietiche in Polonia, uccidendo collaboratori e agenti comunisti. Tuttavia, l'organizzazione fu ben presto inflitrata dagli agenti di Urząd Bezpieczeństwa e la sicurezza interna venne compromessa già a partire dalla fine del 1945.
Nel 1946, la nuova leadership WiN decise di subordinare le strutture dell'organizzazione al Comandante supremo polacco in Occidente. Allo stesso tempo, limitò il proprio sostegno al Partito popolare polacco, anch'esso infiltrato da agenti sovietici). Successivamente, l'organizzazione iniziò ad essere gestita da ex membri dell'esercito nazionale.
WiN venne inizialmente divisa in tre diversi teatri operativi geografici: occidentale, a corto di Poznań; Centrale, a corto di Varsavia; e meridionale, a corto di Cracovia. Nel 1946, fu ridotto a centrale e meridionale. Nel gennaio 1947 WiN invitò il Partito popolare polacco a boicottare le elezioni sponsorizzate dai sovietici e ad attendere l'intervento degli alleati occidentali.
Nell'ottobre 1949, Tomasz Gołąb, uno dei suoi membri, fondò l'organizzazione clandestina anticomunista dell'armata sotterranea, che operò a Prudnik e dintorni fino al 1952.

## Colloqui con l'UPA
Nonostante le proteste della leadership DSZ, riconoscendo le loro origini comuni e obiettivi simili di liberare sia la Polonia che l'Ucraina dai sovietici, WiN avviò dei colloqui con l'Esercito Insurrezionale Ucraino (UPA). Nella primavera del 1947 nella regione di Lublino e Podlasie, il WiN siglò un armistizio con l'UPA. Di tanto in tanto, WiN e UPA collaborarono alla distruzione degli stabilimenti sovietici (come in un attacco congiunto del maggio 1946 al quartier generale della polizia segreta a Hrubieszów). Accordi simili furono raggiunti nel maggio 1945 a Ruda Różaniecka e nell'aprile 1945 a Siedliska.

## Ultimi giorni

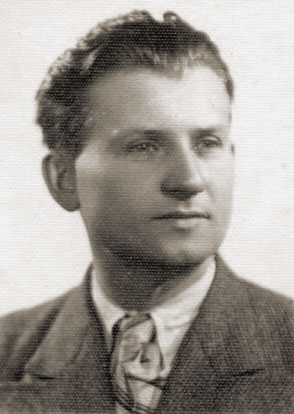
Łukasz Ciepliński, ultimo presidente di WiN.

Nell'aprile 1947 molti membri del WiN uscirono allo scoperto per approfittare di un'apparente amnistia emessa dalle autorità comuniste. Invece molti furono uccisi. I membri dell'organizzazione furono accusati di aver complottato il rovesciamento della Repubblica popolare insieme ai leader polacchi in Occidente come il generale Władysław Anders e la CIA. I processi farsa per la maggior parte della leadership ebbero luogo nel 1947. L'apparato di repressione comunista sotto Jakub Berman e Stanislaw Radkiewicz sterminò la maggior parte della leadership e nel 1953 l'organizzazione era stata distrutta. Tuttavia, singole unità continuarono a lottare per l'indipendenza polacca fino al 1963.
Le informazioni pubblicate successivamente suggerirono che uno dei motivi del fallimento della missione WIN in Polonia da parte dell'Organizzazione Gehlen fu la fuga di informazioni privilegiate, fornite ai sovietici da "talpe" interna all'organizzazione.

### Presidenti
1. Dal 2 settembre 1945 al 5 novembre 1945: colonnello Jan Rzepecki
2. Dal novembre 1945 al 18 ottobre 1946: colonnello Franciszek Niepokólczycki
3. Ottobre 1946 al 5 gennaio 1947: tenente colonnello Wincenty Kwieciński
4. Da gennaio 1947 a novembre 1947: tenente colonnello Łukasz Ciepliński